# 树铃

一个简易的带底座的树铃

树铃是一種敲擊樂器，由倒置的金属碗垂直串在一起组成。碗的数量大约在14个到28个之间，串在一根竖直的棒上，以音高顺序排列。树铃通常用来强调乐段的开端或结尾，创造一种“明亮”、“闪烁”的效果，增加音乐的复杂性。